# Córeczka (film 1965)
Córeczka – polski film krótkometrażowy z 1965 roku. Film jest częścią cyklu Ostatni dzień, pierwszy dzień.

## Zarys fabuły
II wojna światowa. Radziecki żołnierz trafia do domu felczera Pietrzaka, gdzie zostaje gościnnie przyjęty. Żołnierz zaprzyjaźnia się z rodziną i po dłuższym pobycie staje się prawie je członkiem. Pomaga im ochrzcić dziecko, które przychodzi na świat i daje mu swoje nazwisko.

## Obsada aktorska
- Bohdan Ejmont – Aleksander Iwanowicz German
- Ryszarda Hanin – matka rodzącej
- Jadwiga Chojnacka – Andzia, żona felczera Pietrzaka
- Barbara Rachwalska – gospodyni Kacprowa
- Aleksander Fogiel – felczer Pietrzak
- Bolesław Płotnicki – ksiądz
- Teresa Trojan – rodząca
- Ludwik Pak – ministrant
- Marian Łącz – kierowca